# Xanthomonas oryzae
Espèce
Xanthomonas oryzae est une espèce de protéobactéries de la famille des Xanthomonadaceae.
Cette espèce regroupe deux pathovars, Xanthomonas oryzae pv. oryzae et Xanthomonas oryzae pv. oryzicola qui sont des agents pathogènes du riz (Oryza sativa).

## Liste des non-classés
Selon NCBI (26 octobre 2014) :
- non-classé Xanthomonas oryzae ATCC 35933
- non-classé Xanthomonas oryzae pv. oryzae
  - non-classé Xanthomonas oryzae pv. oryzae KACC 10331
  - non-classé Xanthomonas oryzae pv. oryzae MAFF 311018
  - non-classé Xanthomonas oryzae pv. oryzae NAI8
  - non-classé Xanthomonas oryzae pv. oryzae PXO99A
- non-classé Xanthomonas oryzae pv. oryzicola
  - non-classé Xanthomonas oryzae pv. oryzicola BLS256
  - non-classé Xanthomonas oryzae pv. oryzicola MAI10
- non-classé Xanthomonas oryzae X11-5A
- non-classé Xanthomonas oryzae X8-1A

## Dissémination
Cet agent phytopathogène est porté à la liste établie par le groupe Australie.

## Systématique
Le nom correct complet (avec auteur) de ce taxon est Xanthomonas oryzae (ex Ishiyama (d), 1922) Swings et al., 1990,.

### Publications originales
- Première description de 1922 :
  - (en) S. Ishiyama, « Studies of bacterial leaf blight of rice », Report of the Imperial Agricultural Station, Japon, vol. 45,‎ 1922, p. 233–261.
- Révision de 1990 :
  - (en) J. Swings, M. Van Den Mooter, L. Vauterin, B. Hoste, M. Gillis, T. W. Mew et K. Kersters, « Reclassification of the Causal Agents of Bacterial Blight (Xanthomonas campestris pv. oryzae) and Bacterial Leaf Streak (Xanthomonas campestris pv. oryzicola) of Rice as Pathovars of Xanthomonas oryzae (ex Ishiyama 1922) sp. nov., nom. rev », International Journal of Systematic Bacteriology, Royaume-Uni, vol. 40, no 3,‎ juillet 1990, p. 309-311 (ISSN 0020-7713, e-ISSN 1465-2102, DOI 10.1099/00207713-40-3-309, lire en ligne, consulté le 24 novembre 2024).